# Jonathan Copete
Jonathan Copete Valencia, né le 23 janvier 1988 à Cali en Colombie, est un footballeur international colombien, qui évolue au poste d'attaquant au Avaí FC.

## Biographie

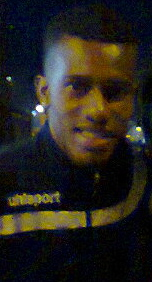
Copete en 2011

### Débuts professionnels au Venezuela
Jonathan Copete commence sa carrière professionnelle en 2005 au Trujillanos FC au Venezuela. En deux saisons, il dispute seulement 13 rencontres. En 2007, il rejoint l'Atlético Trujillo en deuxième division. Lors de la saison 2008-09, il remporte le titre de meilleur buteur du tournoi avec 16 réalisations.
La saison suivante, il retourne au Trujillanos FC, où il inscrit 10 buts en 32 matchs. Après un an au Trujillanos, il rejoint le Zamora FC, où il remporte le tournoi de clôture, mais perd la finale du championnat contre le Deportivo Táchira. Il est également le meilleur buteur du tournoi de clôture avec 10 réalisations.

### Retour au pays à Santa Fe
En 2011, il rejoint l'Independiente Santa Fe. Le 28 août 2011, il fait ses débuts en Primera A contre le Deportes Tolima (victoire 3-0). Puis, le 3 octobre, il inscrit son premier but en Primera A contre Junior Barranquilla (3-3). 
Il joue un rôle clé dans la victoire de son équipe lors du tournoi d'ouverture, en marquant sept buts. Lors de la finale retour, il est auteur du but décisif et remporte le tournoi d'ouverture contre le Deportivo Pasto sur le score cumulé de 2-1.

### Départ en Argentine
Le 24 juillet 2012, il rejoint le Vélez Sarsfield en Primera División, qui a acheté 50 % de ses droits pour une somme de 3 millions d'euros. Et l'autre moitié est acheté par un groupe d'investissement. 
Le 14 août 2012, il fait ses débuts en Primera División contre l'Independiente (0-0). Peu utilisé en championnat durant ces deux saisons. En janvier 2014, il est annoncé qu'il rejoint le Santa Fe en prêt jusqu'à juin.

### De retour en Colombie pour se relancer
Il est prêté pour six mois à l'Independiente Santa Fe, pour retrouver du temps de jeu. Lors du premier tour de la Copa Libertadores 2014, il marque son premier but contre le Club Nacional lors d'une victoire 3-1.
Le 9 juillet 2014, il rejoint l'Atlético Nacional. Il fait ses débuts le 28 juillet, lors de la 2e journée du championnat contre le Deportivo Cali, où il marque son premier but (2-2).
Lors de la Copa Sudamericana 2014, il est finaliste de la compétition, contre le club argentin du River Plate sur le score cumulé de 3-1. Le 1er mars 2015, il inscrit un triplé lors d'une victoire 4-0 contre l'Uniautónoma. 
Lors de la Copa Libertadores 2016, il inscrit 3 buts en 8 rencontres. Durant le tournoi, il impressionne le club brésilien du Santos FC. 

### Arrivée au Brésil

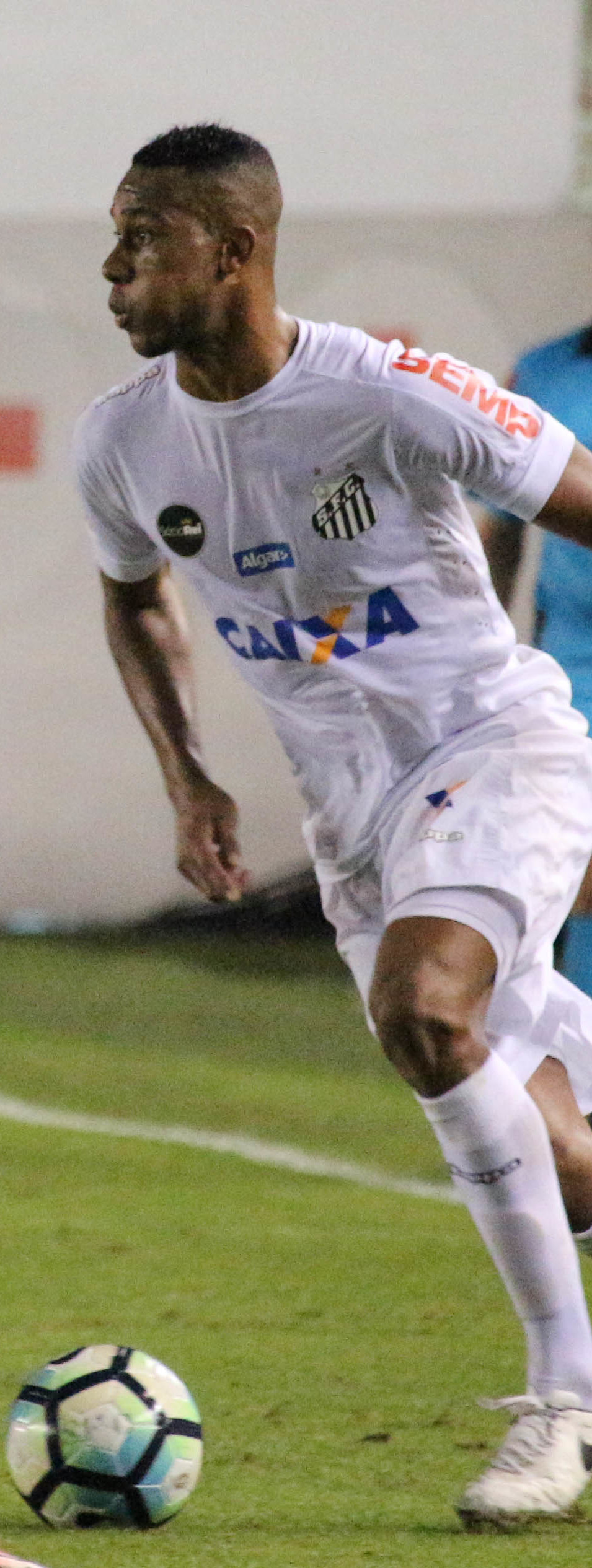
Copete avec Santos en 2017

Le 23 juin 2016, il rejoint le Santos FC pour un montant de transfert de 1,5 million d'euros, et signe un contrat de 4 ans.
Le 29 juin 2016, il fait ses débuts lors de la 12e journée de Série A, en entrant à la mi-temps à la place de Vitor Bueno, et marque son premier but durant cette rencontre contre le Grêmio (défaite 3-2). Puis quatre jours plus tard, il a fait deux passes décisives et inscrit un but lors d'une victoire 3-0 contre Chapecoense.
En octobre, il marque les buts gagnants dans les derbies contre São Paulo et Palmeiras. Puis en novembre, il marque trois buts en seulement deux matchs, un but contre Ponte Preta (victoire 2-1) et un doublé lors d'une victoire 3-2 contre Vitória, devenant le meilleur buteur du club avec 10 buts inscrits en Série A.

### Prêt au CD Everton
Le 7 février 2020, il est prêté pour six mois au club chilien du CD Everton.

### Carrière internationale
Jonathan Copete compte deux sélections avec l'équipe de Colombie depuis 2016.
Le 4 novembre 2016, il est convoqué pour la première fois en équipe de Colombie par le sélectionneur national José Pékerman, pour des matchs des éliminatoires de la Coupe du monde 2018 contre le Chili et l'Argentine. 
Le 15 novembre 2016, il honore sa première sélection contre l'Argentine lors d'un match des éliminatoires de la Coupe du monde 2018. Il entre à la 67e minute de la rencontre, à la place de Daniel Torres. Le match se solde par une défaite 3-0 des Colombiens. 

## Palmarès

### En club
- Avec l'Atlético Trujillo
  - Champion du Venezuela de D2 en 2009

- Avec l'Independiente Santa Fe
  - Champion de Colombie en Ouv. 2012

- Avec le Vélez Sarsfield
  - Champion d'Argentine en 2013

- Avec l'Atlético Nacional
  - Champion de Colombie en Cl. 2015
  - Vainqueur de la Superliga en 2016

### Distinctions personnelles
- Meilleur buteur du Championnat du Venezuela de D2 en 2009 (16 buts)

## Statistiques

### Statistiques en club
| Saison                | Club                  | Championnat           | Championnat | Championnat | Coupe(s) nationale(s) | Coupe(s) nationale(s) | Compétition(s) continentale(s) | Compétition(s) continentale(s) | Compétition(s) continentale(s) | Colombie | Colombie | Total | Total |
| Saison                | Club                  | Division              | M.          | B.          | M.                    | B.                    | Comp.                          | M.                             | B.                             | M.       | B.       | M.    | B.    |
| 2005-2006             | Trujillanos FC        | Primera División      | 7           | 1           | -                     | -                     | -                              | -                              | -                              | -        | -        | 7     | 1     |
| 2006-2007             | Trujillanos FC        | Primera División      | 6           | 0           | -                     | -                     | -                              | -                              | -                              | -        | -        | 6     | 0     |
| 2007-2008             | Atlético Trujillo     | Segunda División      | 20          | 7           | -                     | -                     | -                              | -                              | -                              | -        | -        | 20    | 7     |
| 2008-2009             | Atlético Trujillo     | Segunda División      | 12          | 16          | -                     | -                     | -                              | -                              | -                              | -        | -        | 12    | 16    |
| 2009-2010             | Trujillanos FC        | Primera División      | 32          | 10          | 10                    | 4                     | -                              | -                              | -                              | -        | -        | 42    | 14    |
| 2010-2011             | Zamora FC             | Primera División      | 32          | 14          | -                     | -                     | -                              | -                              | -                              | -        | -        | 32    | 14    |
| 2011                  | Santa Fe              | Primera A             | 17          | 3           | -                     | -                     | CS                             | 7                              | 1                              | -        | -        | 24    | 4     |
| 2012                  | Santa Fe              | Primera A             | 23          | 7           | 3                     | 2                     | -                              | -                              | -                              | -        | -        | 26    | 9     |
| 2012-2013             | Vélez Sarsfield       | Primera División      | 22          | 0           | 1                     | 0                     | CL                             | 8                              | 2                              | -        | -        | 31    | 2     |
| 2013-2014             | Vélez Sarsfield       | Primera División      | 12          | 0           | -                     | -                     | CS                             | 3                              | 0                              | -        | -        | 15    | 0     |
| 2014                  | Santa Fe (prêt)       | Primera A             | 15          | 1           | -                     | -                     | CL                             | 6                              | 2                              | -        | -        | 21    | 3     |
| 2014                  | Atlético Nacional     | Primera A             | 16          | 3           | 5                     | 1                     | CS                             | 10                             | 0                              | -        | -        | 31    | 4     |
| 2015                  | Atlético Nacional     | Primera A             | 29          | 11          | 4                     | 2                     | CL                             | 8                              | 1                              | -        | -        | 41    | 14    |
| 2016                  | Atlético Nacional     | Primera A             | 11          | 3           | 2                     | 2                     | CL                             | 8                              | 3                              | -        | -        | 21    | 8     |
| 2016                  | Santos FC             | Série A               | 25          | 10          | 6                     | 2                     | -                              | -                              | -                              | 1        | 0        | 32    | 12    |
| Total sur la carrière | Total sur la carrière | Total sur la carrière | 279         | 86          | 31                    | 13                    | -                              | 50                             | 9                              | 1        | 0        | 361   | 108   |